# Aleksa Mikić
Aleksa Mikić (Bukvik Gornji pokraj Brčkog, 11. lipnja 1912. − Sarajevo, 22. studenog 1986.), bosanskohercegovački je književnik i novinar srpskog podrijetla. Pionir je dječje književnosti i novinarstva u Bosni i Hercegovini, pokretač i prvi glavni i odgovorni urednik Malih novina. 

## Životopis
Aleksa Mikić je rođen 1912. godine u selu Bukvik Gornji pokraj Brčkog. Potječe iz težačke obitelji od oca Cvijetina i majke Savke. Bio je najstariji od devetero djece u obitelji. Vrlo rano se morao započeti boriti za preživljavanje. Školovao se neredovno i kasno. U rodnom selu je završio osnovnu školu. 
Srednje obrazovanje je stekao najzad pohađajući večernju gimnaziju u Sarajevu. Pored toga, radio je razne poslove na imanjima u Slavoniji, Srijemu, Banatu i Bačkoj. Bio je tucač kamena na državnom putu, poštar, fizički radnik na tuđim poljoprivrednim gazdinstvima i općinski službenik. Naposljetku se vratio u Bukvik Gornji. U tom mjestu je najprije radio kao poslužitelj u osnovnoj školi.
U godinama pred Drugi svjetski rat objavljuje svoje prve literarne radove. U listu Jugoslovenče objavljuje pjesme, obojene socijalnim temama, inspirirane seoskim miljeom. Svoj prvi rad nazvan Proleće i zima u kojem priča o prirodnim pojavama, proljeću i zimi kao suprostavljenim dobima. Nakon prvih radova u poeziji, Aleksa Mikić počinje pisati i objavljivati priče. 
Glavno inspirativno vrelo Alekse Mikića bilo njegovo seosko djetinjstvo, koje je bilo vrlo teško, sumorno, oskudno u svemu osim u nadi da ce budućnost biti vedrija i ljepša. Uz tematsku skućenost i primjetnu jednoličnost u opisivanju događaja i doživljaja, Mikić je znao da uoči problem, da ga majstorski eksplicira i da se prema materiji obrađenoj u priči odredi na način prihvatljiv za djecu. U svojim prozama on nije široko i duboko zahvatao život, nego se, najčesće, usmjeravao na opisivanje vlastitih doživljaja u porodici, užem zavičaju i krajevima u kojima je služio kod bogatih seljaka.
Sudjelovao je u narodnooslobodilačkom ratu. Poslije rata angažiran je na poslovnima tajnika Sreske bolnice u Brčkom. Od ožujka 1946. do siječnja 1947. radi u Sreskom odboru Narodnog fronta u Brčkom. Literarni talent Alekse Mikića bio je razlogom za njegov angažman u vodećem dnevnom listu u Bosni i Hercegovini, sarajevskom Oslobođenju. Kao novinar-suradnik Aleksa Mikić objavljuje prve tekstove u Oslobođenju od siječnja 1947. do kolovoza 1948. godine. Od tada pa do listopada 1951. godine uređuje unutarnjo-političku i poljoprivrednu rubriku Oslobođenja. U listu Zadrugar, koji je 1949. godine osnovao Glavni savez zemljoradničkih zadruga NR Bosne i Hercegovine, Aleksa Mikić obavlja dužnost glavnog urednika.
U novinarskom angažmanu Alekse Mikića 1951. godina predstavlja važnu prekretnicu. Te godine Aleksa Mikić se usmjerava na razvoj i unaprijeđenje dječjeg tiska. Sve do ožujka 1956. godine uređuje dječje strane − priloga − Oslobođenja. U tom razdoblju javlja se ideja za pokretanje Malih novina, lista namijenjenog mladima. Tako je na inicijativu Alekse Mikića u ožujku 1956. godine pokrenut list Male novine, koji je ubrzo postao najpoznatiji i najtiražniji jugoslavenski list za mlade. Imao je izuzetno važnu ulogu u okupljanju najmlađih čitatelja oko njihovoga tiska i okupljanja pisaca za djecu oko Malih novina.
U prijevremenu mirovinu Aleksa Mikić odlazi u 50. godini života s 29 godina radnog staža. Zahtjev za sporazumni raskid radnog odnosa Aleksa Mikić podnosi osobno nakon mišljenja prvostupanjskog povjerenstva, kojim se proglašava potpuno nesposobnim za obavljanje posla. Obrazlagao je to željom i potrebom za mirnijim životom u kojem će se više posvetiti književnom radu i stvaralaštvu. Nakon zdravstvenog oporavka kod Alekse Mikića se javlja želja i potreba za povratak u javni i kulturni život. Osam godina poslije umirovljenja (1970. godine), ponovo konkurira na radno mjesto glavnog i odgovornog urednika Malih novina gdje ostaje sve do 1972. godine.
Doprinos Alekse Mikića u razvoju novinarstva u Bosni i Hercegovini iznimno je značajan. Za razvoj dječjeg tiska u Jugoslaviji Aleksa Mikić je dao nemjerljiv doprinos. Zbog toga je dobio nagradu za životno djelo Savjeta za odgoj i zaštitu djece Jugoslavije. Za života je objavio 13 knjiga (prijepovjetki i romana), te jednu knjigu novinskih tekstova (Sve za petoljetku). Djela su mu prevođena na ruski, moldavski, albanski, turski i makedonski jezik, te su bila dio obavezne lektire u Bosni i Hercegovini, Hrvatskoj, Crnoj Gori i Sjevernoj Makedoniji.
Umro je 22. studenog 1986. u Sarajevu gdje je i sahranjen na gradskom groblju Bare. Na Pedagoškom fakultetu Sveučilišta u Sarajevu Aleksa Mikić je dio nastavnih planova i programa Odsjeka razredne nastave. Postoji inicijativa da se po ovom književniku nazove jedna od ulica u njegovom rodnom Brčkom.

## Djela
- Za plugom (1939.)
- Sve za petoljetku (1949.)
- Maramica (1950.)
- Dječaci iz odreda (1953.)
- Sunčana obala (1954.)
- Pjesma na Konjuhu (1956.)
- Male priče o velikoj djeci (1957.)
- Prijatelji iz Smogve (1959.)
- Pionirka iz Vranjica (1960.)
- Priče o malim borcima (1962.)
- Djevojčica sa plakata (1964.)
- Zvonici i daljine (1976.)
- Preko rijeke (1981.)
- Vatre na Kozari (1981.)

## Nagrade
- Orden bratstva i jedinstva
- Nagrada Društva pisaca Bosne i Hercegovine za Male priče o velikoj djeci (1957.)
- Dvadesetsedmosrpanjska nagrada (1986.)

## Vanjske povezice
- Aleksa Mikić - Sunčana obala